# Agua de Dionisio
Agua de Dionisio o Campo del Arenal es una meseta localizada en el departamento de Belén, Provincia de Catamarca, Argentina. Se encuentra a 2200 m s. n. m. y posee 100 km², está en la intersección de las sierras Pampeanas con la Cordillera de los Andes y la Puna.
De clima predominántemente árido, la flora y la fauna es escasa y presenta extensos campos de arena en forma de médanos.
Allí se encuentran los Yacimientos Mineros Agua de Dionisio, donde se extrae oro y plata. Es la más grande reserva de minerales preciosos del país con cerca de un millón y medio de toneladas de minerales en bruto.